# Miroslav Kundera
Miroslav Kundera (16 de mayo de 1965) es un deportista checoslovaco que compitió en ciclismo en la modalidad de pista. Ganó una medalla de bronce en el Campeonato Mundial de Ciclismo en Pista de 1987, en la prueba de persecución por equipos.

## Medallero internacional
| Campeonato Mundial | Campeonato Mundial | Campeonato Mundial | Campeonato Mundial          |
| Año                | Lugar              | Medalla            | Competición                 |
| ------------------ | ------------------ | ------------------ | --------------------------- |
| 1987               | Viena (Austria)    | Medalla de bronce  | Persecución por equipos (A) |